# 오시나리 슈고
오시나리 슈고(일본어: 忍成 修吾, 1981년 3월 5일 - )는 일본의 배우이며, 지바현에서 태어났다. 그를 가장 넓게 알린 작품은 《배틀 로얄 II》 (2003년)이며, 이와이 슌지의 2001년 영화《릴리 슈슈의 모든 것》이다.
일본 가수 코다 쿠미의 뮤직비디오에서 출연 한 적이 있다. 코다 쿠미가 12주 연속 기획 발매했을 때 음반 《You》《Lies》《Feel》《Someday》에 출연하였다. 일본 드라마 《꽃보다 남자》에 유키의 남자친구로도 출연하였다. 드라마 《마왕》에서는 세리자와 나오토의 친구 역인 미츠루 소다 역으로 출연하기도 하였다.

## 작품

### 드라마
- 2014년 《군사 칸베에》 - 고니시 유키나가 역
- 2014년 《아라사짱 무수정》 - 분케군 역
- 2015년 《데스 노트》 - 미카미 테루 역

### 영화
- 2002년 《우울한 청춘》